# L'Omnibus de Corinthe
L'Omnibus de Corinthe est une revue trimestrielle française artistique et littéraire fondée à Paris en 1896 et disparue en 1899.

## Histoire
Peintre, graveur, habitué des revues, Marc Mouclier lance L'Omnibus de Corinthe : véhicule illustré des idées générales, départ tous les trois mois le 15 octobre 1896, soit un cahier de 8 pages format in-octavo vendu 25 centimes. L'ensemble contient des textes et des illustrations. Les textes sont calligraphiés. Images et textes étant reproduits au crayon lithographique imprimés selon le procédé de la zincographie sur les presses d'Eugène de Solenière. Chaque couverture est illustrée par un artiste différent. Il y eut en tout 12 numéros, chacun qualifié de « voyage », le dernier étant un numéro double (no 12-13, daté 15 février 1899). L'adresse de publication est le domicile parisien de Mouclier, situé au 86 de la rue Blanche.
Le titre s'inspire d'un proverbe gréco-latin « Non licet omnibus adire Corinthum » (Il n'est pas permis à tout le monde d'entrer à Corinthe).
La revue était en dépôt entre autres à La Critique, dirigée par un proche ami de Mouclier, Georges Bans, dont elle constitue en réalité le supplément. 
Cette revue compta de jeunes collaborateurs ; certains, alors peu connus, devinrent célèbres : outre Bans, on trouve les signatures de Pierre Bonnard, Alcanter de Brahm, Jean de Caldain, Fernand Clerget, Édouard Couturier, Désiré Fortoul, Charles Fuinel, Henri-Gabriel Ibels, Alfred Jarry, Jossot, Oblief, Émile Straus dit Papyrus ou Martine, Paul Redonnel, Louis Valtat, Willy,...
La revue proposait un tirage sur japon à ses abonnés ainsi qu'un supplément sous la forme d'une lithographie originale.